# Dolné Vestenice
Dolné Vestenice (allemand : Unterwestenitz, hongrois : Alsóvesztény) est un village de Slovaquie situé dans la région de Trenčín.

## Histoire
La première mention écrite du village date de 1349.

## Démographie

### Évolution de la population
| Année:               | 1994. | 2004.   | 2014.   | 2024.   |
| -------------------- | ----- | ------- | ------- | ------- |
| Nombre de personnes: | 2704  | 2686    | 2593    | 2374    |
| Différence:          |       | -0,66 % | -3,46 % | -8,44 % |

| Année:               | 2023. | 2024.   |
| -------------------- | ----- | ------- |
| Nombre de personnes: | 2388  | 2374    |
| Différence:          |       | -0,58 % |